# Slaget vid Holy Ground
Slaget vid Holy Ground eller Slaget vid Econochaca var ett slag som utkämpades den 23 december 1813 under creekkriget, vid ett av de tre befästa läger som Red Sticks hade uppfört. Platsen är idag ett friluftsområde, Holy Ground Battlefield Park, som förvaltas av United States Army Corps of Engineers.

## Stridande parter
På den ena sidan stod cirka 300 soldater från Red Sticks, den traditionalistiska fraktionen bland creekindianerna. De hade sommaren 1813 uppfört ett befäst läger ovanför en nipa i Alabamafloden, i nuvarande Alabama. Förutom av fältarbeten skyddades platsen av magiska ceremonier utförda av creekiska schamaner med syfte att skapa en andlig skyddsvall. För den skull kallades platsen Econochaca, den helgade eller gudomliga (eller dyrkade) platsen. På engelska kallas slaget därför Battle of Holy Ground.
På den andra sidan stod en styrka om ca 850 amerikanska nationalgardister och 150 choctawallierade.

## Slaget
Efter massakern vid Fort Mims intervenerade trupper från Tennessee, Georgia och Mississippi i vad som fram till dess hade varit ett creekiskt inbördeskrig. I början på december hade den amerikanska truppstyrkan och dess choctawallierade slagit läger 20 km söder om Econochaca. När Red Sticks upptäckte det, evakuerade de kvinnor och barn. Dan före julafton anföll den amerikanska styrkan och dödade 20-30 Red Stickssoldater, medan man själva förlorade en man. De flesta creeker undkom, men lägret med förnödenheter förstördes. En legendarisk höjdpunkt under slaget var när Red Sticks ledare, "Red Eagle" (William Weatherford) undkom genom att med sin skimmel Arrow hoppa från en hög klippa ned i floden.